# نورث مارستون
نورث مارستون (به انگلیسی: North Marston) یک روستا و محله مدنی در بریتانیا است که در Aylesbury Vale واقع شده‌است. نورث مارستون ۷۸۱ نفر جمعیت دارد.